# Parafia Wniebowzięcia Najświętszej Maryi Panny w Zawichoście
Parafia pw. Wniebowzięcia Najświętszej Maryi Panny w Zawichoście – parafia rzymskokatolicka znajdująca się w diecezji sandomierskiej w dekanacie Zawichost. Erygowana w XI wieku. Kościół parafialny wybudowano w latach 1738–1744 w stylu barokowym, na miejscu starszego z XI wieku. Mieści się przy ulicy 11 Listopada.

## Obiekty sakralne
- Kościół Wniebowzięcia Najświętszej Maryi Panny w Zawichoście
- Kościół rektoralny Św. Jana Chrzciciela w Zawichoście

## Poczet proboszczów
- Stanisław Podgórski (1672–1676)
- ks. Bieliński (1747–1771)
- ks. Idzi Pogorzelski (1771–1798)
- ks. Franciszek Miecznikowski (1798–1801)
- ks. Antoni Baranowski (1801–1806)
- ks. Ambroży Drylewicz (1806–1813)
- ks. Stanisław Sulikowski (1813–1827)
- ks. Ksawery Piotrzykowski (przez dwa lata zastępował proboszcza)
- ks. Jan Cybulski (1827–1828)
- ks. Salezy Gottner (1828–1829)
- ks. Stanisław Swiątkiewic (1829–1852)
- ks. Józef Gołoński (1852–64)
- ks.. Kazimierz Strugalski (1864–1915)
- ks. Józef Sałwacki (1915–1927)
- ks. Marian Stankowski (1927–1932)
- ks. Piotr Wysocki (1932–1933)
- ks. Piotr Chołoński (1933–1953)
- ks. Stanisław Michalski (1953–1970)
- ks. Julian Wlazło (1970–1980)
- ks. Jerzy Siara (1980–1992)
- ks. Romuald Syta (1992–1995)
- ks. Michał Spociński (1995–2002)
- ks. Wojciech Adamczyk (2002–2005)
- ks. Marek Rusak (od 2005–2013)
- ks. Mariusz Telega (od 2013–2016)
- ks. Piotr Szypt (od 2016-2022)
- ks. Piotr Pieniążek (od 2022)

## Cmentarze
- Cmentarz choleryczny pod Zawichostem
- Zabytkowy Cmentarz św. Leonard – (przy ul. św. Leonarda)
- Cmentarz Miłosierdzia Bożego